# Rubroboletus
Rubroboletus är ett släkte av soppar tillhörande familjen Boletaceae som beskrevs av de kinesiska mykologerna Kuan Zhao, G Wu och Zhu L.Yang 2014 och som innefattar arter som tidigare placerades i släktet Boletus. Släktet innefattar även den 2017 nybeskrivna arten Rubroboletus esculentus som inte skall förväxlas med Morchella elata som beskrevs som Boletus esculentus 1726 (nom. illeg.), ett namn som senare använts av andra auktorer (exempelvis William Withering och Christiaan Hendrik Persoon).
Redan året efter (2015) skapandet av Rubroboletus flyttades ett antal av de till detta släkte förda arterna, som exempelvis rosensopp, vidare till släktet Suillellus.
Namnet bildades genom tillägg av prefixet rubro- (från ruber, "röd") och syftar på färgen hos porer och andra delar av dessa svampar.

## Arter
- Rubroboletus eastwoodiae (Murrill) D.Arora, C.F.Schwarz & J.L.Frank 2015
- Rubroboletus esculentus Zhao, K., Zhao, H.M. 2017
- Rubroboletus haematinus (Halling) D.Arora & J.L.Frank 2015
- Rubroboletus latisporus Kuan Zhao & Zhu L.Yang 2014
- Falsk djävulssopp, Rubroboletus legaliae (Pilát & Dermek) Della Maggiora & Trassinelli 2015
- Rubroboletus lupinus (Fr.) Costanzo, Gelardi, Simonini & Vizzini 2015
- Rubroboletus pulcherrimus (Thiers & Halling) D.Arora, N.Siegel & J.L.Frank 2015
- Rubroboletus rhodosanguineus (Both) Kuan Zhao & Zhu L.Yang 2014
- Djävulssopp, Rubroboletus satanas (Lenz) Kuan Zhao & Zhu L.Yang 2014
- Rubroboletus sinicus (W.F.Chiu) Kuan Zhao & Zhu L.Yang 2014